# Српска православна црква Св. Петра и Павла у Бачком Брестовцу
Српска православна црква Св. Петра и Павла у Бачком Брестовцу са покретним стварима у њој које су од културног и историјског значаја, налази се на територији општине Оџаци, у Бачком Брестовцу, улица Маршала Тита број 72, у Западнобачком округу, у приватној својини.

## Историјат
Српска православна црква Св. Петра и Павла је зидана 1786. године на старијем култном месту. Као градитељ се помиње мајстор Антоније, највероватније Хакер. Током 19. века више пута је обнављан.

## О цркви
Црква је конципирана као барокна грађевина, издужене једнобродне основе, са полукружном олтарском апсидом и звоником који се издиже изнад западног прочеља.
Масивни ободни зидови и полукружни луци који носе сферне сводове чине конструктивни склоп цркве.
Положај западне фасаде у односу на улични правац, њен неуобичајени изглед са масивним стубовима који фланкирају улазни портал и угластим волутама које повезују брод и звоник, указују на архитектуру са преласка из 18. у 19. век.
На бочним фасадама налазе се дубоке нише са полукружним прозорима. 
Унутрашњост је луковима подељена на олтарски простор, два травеја наоса и припрату са хором. Простор хора је подигнут на два стуба и ограђен масивном зиданом оградом.
Ђока Ракић из Нештина 1877. године је осликао иконостас. Резбарија је необарокна.
Део царских двери и Распећа са барокно-рокајном резбаријом, као и сигниране зографске иконе које се данас налазе у Галерији Матице српске припадају најстаријем периоду брестовачке цркве, око 1730. године.
Црква представља значајно остварење барокне уметности.

### Покретне ствари од посебног и историјског значаја у Цркви
Листу покретних ствари од посебног културног и историјског значаја у Српској православној цркви св. Петра и Павла чине:

#### Иконе са иконостаса
- Сокл

1. Каменовање Св. Стефана, 43 x 27 cm,
2. Ваведење, 43 x 27 cm,
3. Васкрсење Лазарево, 43 x 27 cm,
4. Усековање Лазарево, 43 x 27 cm.

- Престоне иконе

1. Св. Никола, 52 x 115 cm,
2. Богородица са Христом, 52 x 115 cm,
3. Исус Христ, 52 x 115 cm,
4. Св. Јован Крститељ, 52 x 115 cm.

- Двери

1. Арханђел Михајло (северне), 52 x 125 cm,
2. Благовести (царске), 32 x 98 cm,
3. Арханђел Гаврило, 32 x 98 cm,
4. Св. ратник – доле (јужне), 52 x 125 cm,
5. Свевидеће око, 11 x 18 cm.

- Велики празници

1. Рођење Христово, 52 x 112 cm,
2. Крштење, 52 x 112 cm,
3. Васкрсење Христово, 52 x 112 cm,
4. Крунисање Богородице, 78 x 118 cm,
5. Вазнесење Христово, 52 x 112 cm,
6. Силазак Св. Духа, 52 x 112 cm,
7. Успење Богородице, 52 x 112 cm.

- Трећа зона

1. Христ на Маслиновој Гори, 58 x 68 cm,
2. Апостоли (14 ком.),
3. Богородица, 30 x 40 cm,
4. Јован Богослов, 30 x 40 cm,
5. Крст са Распећем, 58 x 60 cm.

- Богородичин трон

1. Богородица са малим Христом у наручју, рад Рафаила Момчиловића, 1937. година, 53 x 116 cm,
2. Христ и Самарјанка, рад Рафаила Момчиловића, 1937. година, у доњем делу сокла, 43 x 27 cm.

- Архијерејски трон

1. Св. Сава, рад Рафаила Момчиловића, 1937. година, 52 x 116 cm.

#### Иконе ван иконостаса
1. Део царских двери са дуборезом, осма деценија 18. века, 150 x 45 cm,
2. Крст Христовог Распећа, 130 x 90 cm.

#### Богослужбени предмети
1. Путир, позлаћено сребро, 18. век, висина – 23,5 cm, пречник постоља – 15, cm, пречник отвора – 9 cm,
2. Светогорски крст, окован филиграном са постољем од сребра, висина – 19,5 cm, пречник основе – 5,5 cm,
3. Ибрик за воду, оријенталне провенијенције, бакар, посребрен, висина – 22 cm,
4. Дарохранилница у облику куће са барокним кровом, месинг, 13,5 x 8 х 23 cm,
5. Дарохранилница сличних облика као претходна, плех, 14 x 14 x 23 cm,
6. Кандило, 18. век, легура метала, 12,5 x 10 cm,
7. Посуда за прилог ситног новца (тас), бакар,
8. Кадионица, месинг, 24 x 9 cm,
9. Крст са представом Христа, 1875. година, месинг и емајл.

## Црква данас
Од новембра 2002. године Српска православна црква Св. Петра и Павла у Бачком Брестовцу је проглашена за споменик културе и као таква подлеже мерама очувањa изворног изгледа спољашње архитектуре и ентеријера, хоризонталног и вертикалног габарита, облика и нагиба крова, свих конструктивних и декоративних елемената, оригиналних материјала, функционалних карактеристика и оригиналних натписа као и покретних добара које се налазе у њој.
Празник Светих апостола Петра и Павла који се молитвено и свечано прославља у Епархији бачкој, слави се и обележава и у Српској православна црква Св. Петра и Павла у Бачком Брестовцу 12. јула.